# Hepaticae . . . aus Engler-Prantl, Die naturlichen Pflanzenfamilien
Hepaticae . . . aus Engler-Prantl, Die naturlichen Pflanzenfamilien (abreviado Hepat. (Engl.-Prantl)) es un libro con ilustraciones y descripciones botánicas que fue escrito por el briólogo austriaco; Victor Félix Schiffner y publicado en Leipzig en el año 1893.